# Synagogue Temple de Lemberg (1846-1941)
La synagogue Temple de Lemberg (Tempel-Synagoge ou Deutsch-Israelitisches Bethaus) était située près de la place de l'Ancien Marché dans la ville ukrainienne de Lviv (en allemand: Lemberg). Elle appartenait à la communauté juive réformée. Lemberg a été une des premières villes à posséder une synagogue réformée.
Avant la construction de la synagogue, la communauté avait reçu un rouleau de Torah de la communauté réformée de Long Beach en Californie.

## Histoire de la synagogue

### Construction de la synagogue
La première synagogue de Lemberg date du XVIIe siècle. Compte tenu de l'importance numérique de la communauté juive, de très nombreuses synagogues ou Shtiebel (petite maison de prière) ont été construits au cours des siècles, principalement dans le quartier juif de la ville.
L'idée de construction d'une synagogue réformée à Lemberg est émise en 1840 par les deux premiers avocats juifs de la ville, Dr. Emanuel Blumenfeld et Dr. Leo Kolischer. Avec l'aide du docteur Jacob Rappaport, représentant une famille d'illustres rabbins, ils rallient à leur cause des dizaines de docteurs, banquiers et hommes d'affaires. Parmi eux, on trouve le célèbre médecin et poète Moritz Rappaport (de) (1808–1880), cousin du rabbin progressiste Solomon Judah Loeb Rapoport (1790–1867) ainsi que le riche négociant Ephraim Fischel Mieses et son fils Meyer Rachmiel Mieses, président de la communauté. Ce groupe de fondateurs, dont de nombreux sont de respectables maskilim, tient sa première réunion le 4 octobre 1840 et décide de consulter les rabbins Isaak Mannheimer de Vienne et Michael Sachs de Prague concernant l'organisation de la nouvelle synagogue. Lors de la réunion suivante, le 25 octobre, la somme considérable de 4 000 florins de don est atteinte. La  date de l'élection du comité de construction est alors programmée.

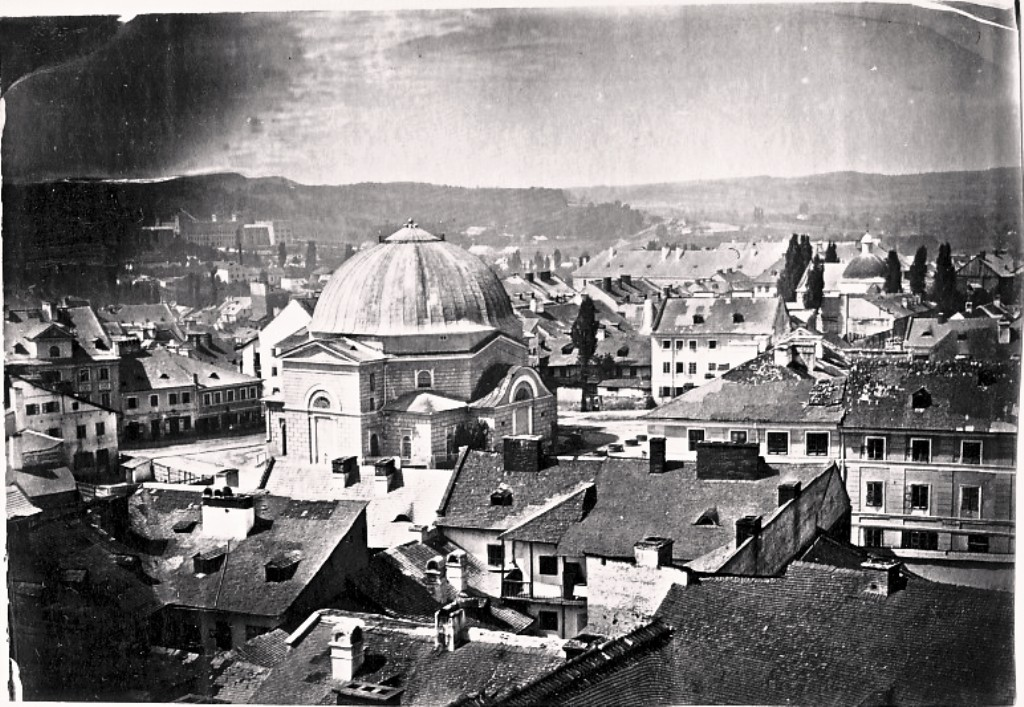
Vieille photo montrant la synagogue sur la place du Vieux-Marché

La demande officielle pour la construction de la synagogue est présentée au Landespräsidium le 29 juin 1842. Le permis de construire est délivré le 18 décembre 1842 par le Kreishauptmann (chef de district) Casimir von Milbacher.
La construction est initialement prévue place Streletskaya (actuellement place Danylo Halytsky), mais en raison des protestations des religieuses du monastère bénédictin voisin, l'emplacement retenu se situe plus loin du centre, sur l'Alten Marktplatz (place du Vieux Marché). Le 4 juillet 1843, la province autrichienne de Galicie vend le terrain à la communauté juive pour l'édification du bâtiment. La nouvelle synagogue désignée sous le nom de Tempel-Synagoge ou Deutsch-israelitisches Bethhaus (Maison de prière germano-israélite) est érigée de 1843 à 1846 (ou selon l'inscription sur la plaque commémorative actuelle de 1844 à 1845) selon les plans de l'architecte Ivan Levitsky (ou Lewicki), sous la supervision de l'architecte officiel de la direction des travaux publics Johann Salzmann. Son comité de construction, qui incluait de riches maskillim décide que la synagogue sera construite en s'inspirant de la grande-synagogue de Vienne, dite Stadttempel, située au 4 Seitenstattgasse.

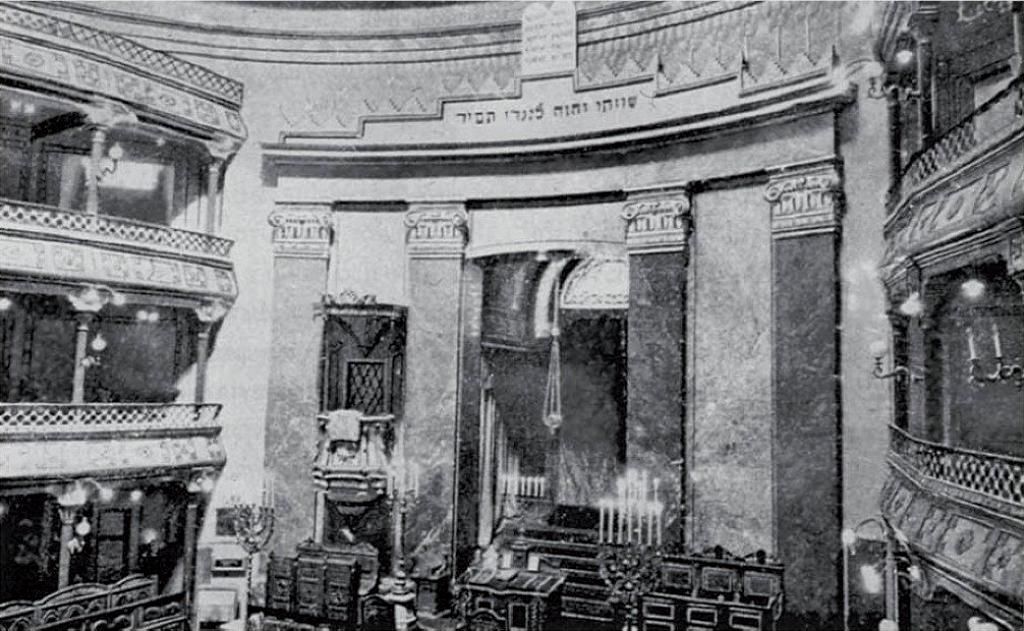
Photo de l'intérieur de la synagogue

L'inauguration se déroule le 18 septembre 1846.
La synagogue progressiste de Lemberg est la première synagogue de Galicie inspirée par les idées de la Haskalah, le mouvement des Lumières dans le judaïsme, apparu à Berlin à la fin du XVIIIe siècle et qui s'est répandu en Europe de l'Est chez les intellectuels juifs au cours du XIXe siècle. La synagogue révèle les changements intervenus dans le judaïsme galicien. À la différence des synagogues de Pologne-Lituanie, la nouvelle synagogue est située de façon bien visible au centre de la place du Vieux-Marché, à l'extérieur de l'ancien quartier juif.

### Description de la synagogue
Sergey R. Kravtsov dans son article The Progressive Synagogue in Lemberg/Lwów/Lviv: Architecture and Community décrit la synagogue:  
« L'intérieur de a synagogue s'inspire largement de la Stadttempel de Vienne. La salle de prière est ronde, encerclée par deux niveaux de dix-huit colonnes doriques supportant les galeries, qui sont élégamment inclinées vers l'extérieur, laissant la partie est du cercle libre pour l'Arche Sainte. La salle est surmontée d'un dôme et éclairée par une lanterne zénithale. L'Arche Sainte est installée dans une abside avec la Bimah par devant, et fait face aux fidèles. Les Tables de la Loi, dans une auréole rayonnante, sont situées au-dessus de l'Arche. La rangée de bancs  occupe le centre de la salle; les fidèles font constamment face à l'Arche orientée vers l'Est pendant les offices. 
L'extérieur de la synagogue est impressionnant, avec sa coupole monumentale et centrale, annonciatrice d'une nouvelle présence juive dans le paysage urbain. Son aspect extérieur, incluant les annexes axiales, forme une croix aux branches égales, une forme qui courrouça les Juifs traditionalistes. Les quatre façades à pignon de ces annexes ont été conçues comme des portiques doriques "in antis", entourés par des larges extensions rustiques; le portique ouest sert comme entrée, tandis que les autres sont purement décoratifs. Le style néo-classique de la synagogue rappelle nettement les autres œuvres de Johann Salzmann à Lviv, comme le théâtre Skarbek (1837-1842), construit en partenariat avec Alois L. Pichl ou le palais de l'archevêque catholique (1844). Ce style devient une norme officielle dans l'Autriche de Metternich, un signe d'intégration et de subordination.
En plus de la sobriété néo-classique, la synagogue de Lemberg, comme celle de Vienne, est imprégnée d'élégance Biedermeier, évidente dans la forme inclinée des galeries, les lignes sinueuses de la coupole et le fronton du portique arrière. Bien que ces caractéristiques stylistiques étaient des moyens contemporains pour adoucir l'expression sévère néo-classique, elles n'étaient pas que de simples artifices formels. Les lignes ondulantes semblent provenir selon Eleonora Bergman d'une autre source. Elles auraient été empruntées à deux projets de l'architecte  italo-polonais Enrico Marconi de 1832 et 1835 pour la synagogue de Łomża, à l'époque partie de l'empire russe. Les idées de Marconi semblent elles provenir de dessins d'un bain turc de Johann Bernhard Fischer von Erlach réalisés en 1721 »
L'inscription en hébreu au-dessus de la porte: « Maison de Jacob, venez, et marchons à la lumière de Yahweh » est tirée du Livre d'Isaïe 2;5, mais on ignore quand celle-ci fut gravée.

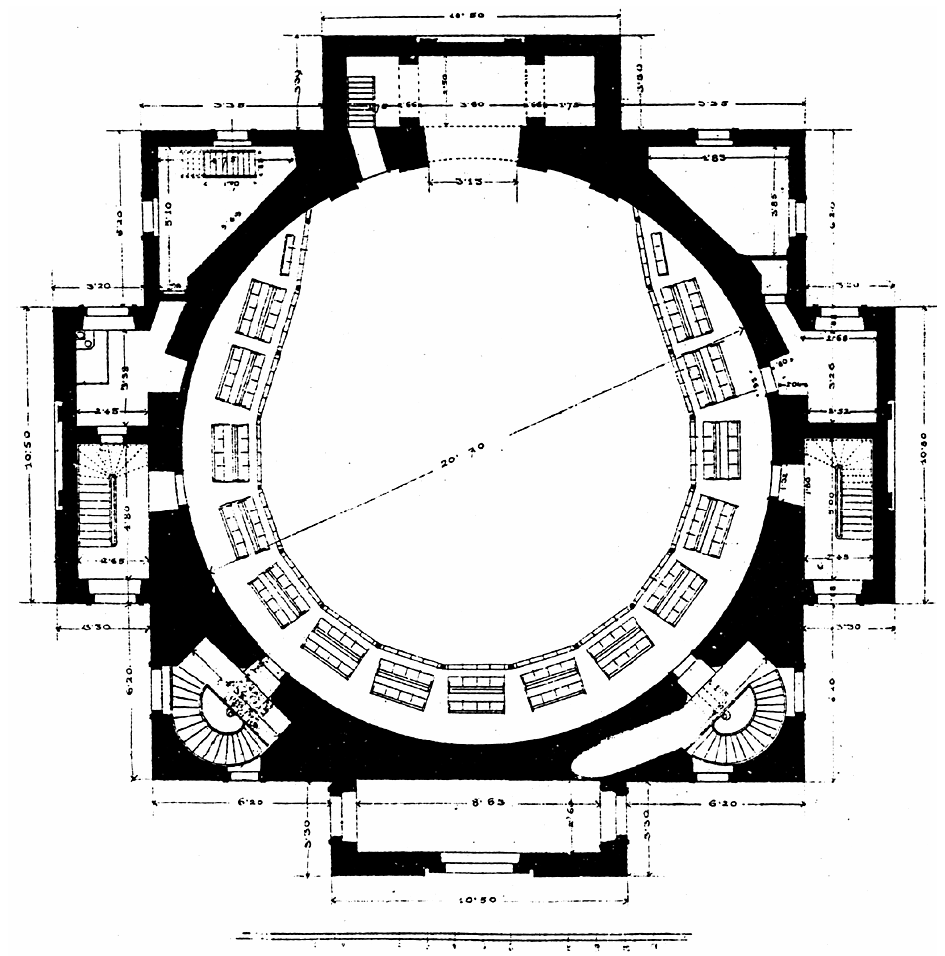
Plan du rez-de-chaussée
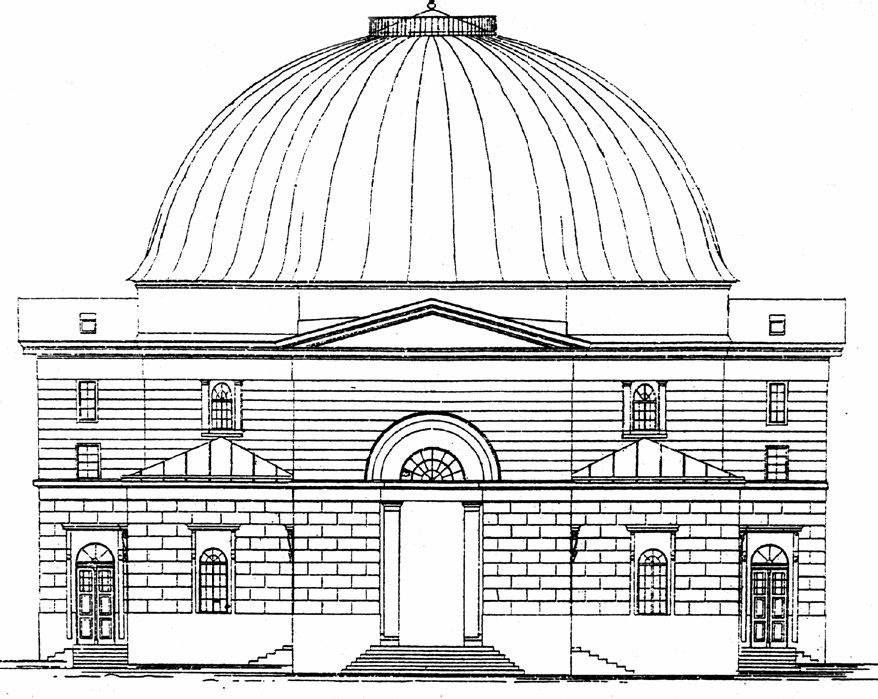
Projet initial pour la façade

### Les aménagements ultérieurs
Dans les années 1894-1896 la communauté réformée de Lemberg fait appel au professeur Julian Zachariewicz (1837-1898)  de l'université polytechnique de la ville pour développer un projet d'agrandissement/restructuration de la synagogue. Celui-ci prévoit la construction de deux grandes tours massives à l'entrée sur la rue Zhovkva (maintenant rue Khmelnitsky), l'agrandissement du hall d'entrée ainsi que de la salle de prière, pour affirmer le rayonnement de la communauté réformée. Il envisage aussi d'ériger une grande lanterne en forme d'étoile de David au-dessus du dôme, et de peindre l'intérieur de celui-ci pour simuler le ciel et les étoiles.
Zachariewicz rejette la tradition juive de l'époque de construire les synagogues en style néo-mauresque ou de néo-gothique et souhaite reprendre la forme primaire hypothétique du Temple de Salomon. Il se base pour cela sur les travaux de l'architecte Charles Chipiez et de l'archéologue Georges Perrot.
De l'ensemble du projet, seule la peinture intérieure sera réalisée en 1896. Les plans de Zachariewicz sont présentés le 29 janvier 1896 lors d'une conférence à la Société polytechnique, et publiés dans la revue Czasopismo Techniczne. D'après l'historien d'art Youri Biryulov, les idées de Zachariewicz auraient inspiré les architectes des synagogues du Caire en Égypte, de Königgrätz (maintenant Hradec Králové| en République tchèque), de Kaschau (maintenant Košice en Slovaquie) et de la synagogue chorale de Kharkiv en Ukraine.

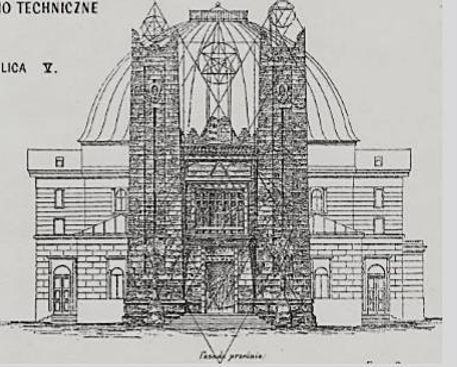
Projet refusé de Zachariewicz - Façade ouest
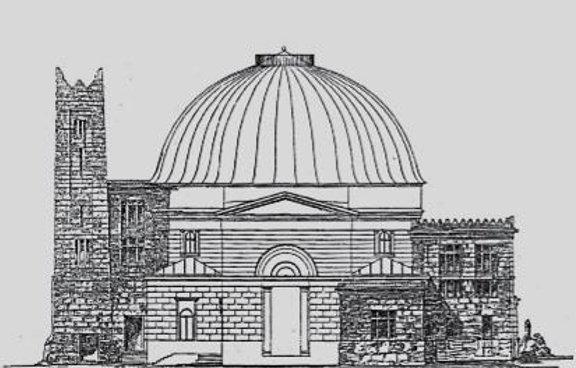
Projet refusé de Zachariewicz - Façade sud

En 1906-1907, la synagogue est restructurée d'après les plans des architectes Alfred Kamienobrodzki (1844–1922) qui installe les pièces du rabbin et du hazzan vers le mur est, et Maurycy Silberstein qui fait construire des extensions avec escalier au nord et au sud.

#### Pogrom de 1918

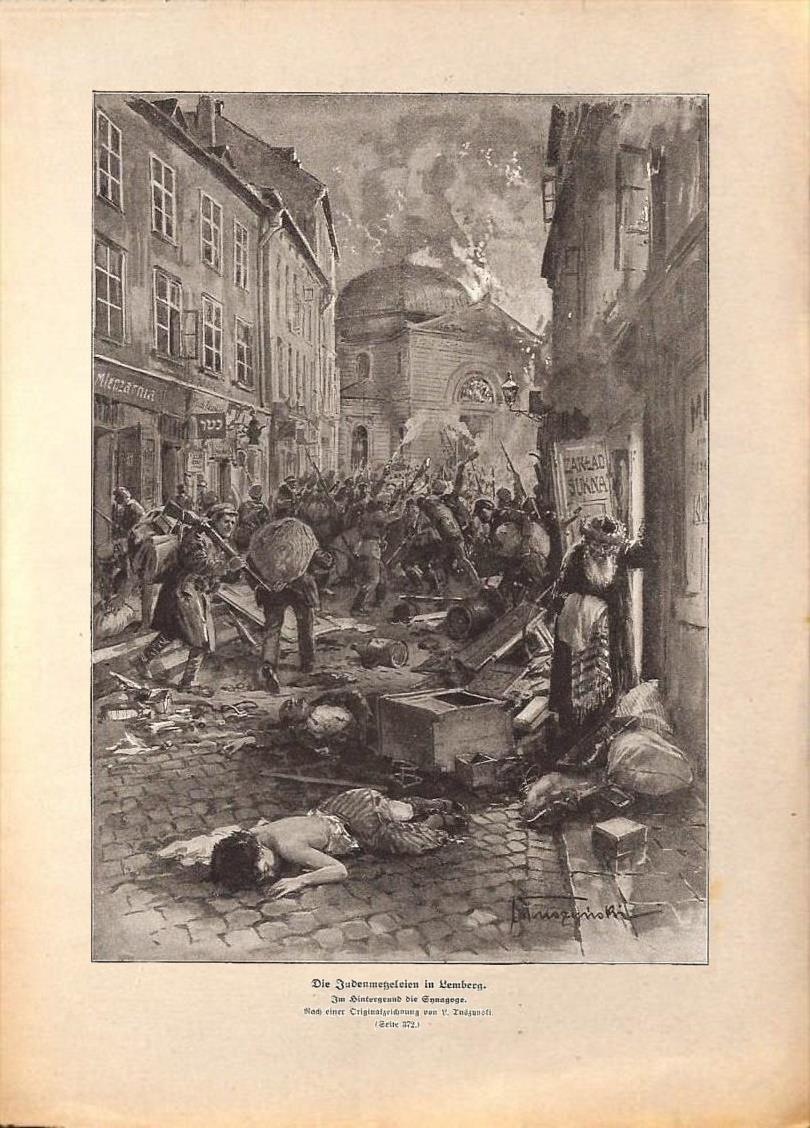
Représentation du pogrom anti-juif mené par les soldats de l'armée impériale russe, le 29 septembre 1914 après la prise de Lviv.

Le pogrom qui éclate après la capture de la ville par les forces polonaises en 1918, va se propager dans le quartier juif faisant de nombreuses victimes. Plusieurs synagogues, dont la synagogue réformée sont endommagées. Les réparations de la synagogue réformée sont menées en 1919 par l'architecte Leopold Reiss.
En 1921, Leopold Reiss achève la construction d'une pièce côté sud, selon le plan initial de Kamienobrodzki.

### Projet d'une seconde synagogue progressiste
Au début du XXe siècle, la communauté réformée envisage la construction d'une seconde  synagogue sur un terrain situé rue Mickiewicz, près du bâtiment de la diète galicienne. Le projet est confié en 1905 à l'architecte August Bogochwalski, qui propose un bâtiment de style historiciste. Mais le projet tombe à l'eau à la suite du décès de son initiateur le Dr. Emil Byk (1845-1906), président de la communauté juive depuis 1902, et ardent défenseur de l'assimilation des Juifs dans le milieu polonais. Le chercheur Sergey Kravtsov soutient que le projet a été abandonné en raison de l'opposition du gouvernement à la construction de la synagogue. Peu de temps après, une banque est construite sur le terrain.
Après la Première Guerre mondiale, en 1922, une conférence est organisée pour envisager la construction de la seconde synagogue, mais rien de concret n'en débouche.
De nouveau en 1935, il est envisagé par deux fois, d'acheter un terrain pour la construction d'une synagogue, tout d'abord à l'angle entre les rues J. Herman et VL. Loketka et ensuite au croisement entre les rues Balaban et de la Source.

### Offices
Les sermons ont initialement lieu en allemand, seules les prières restent en hébreu. Puis à partir de 1903, ceux-ci se déroulent en polonais. Les prières sont accompagnées de l'orgue à partir de 1887 et d'un chœur, qui inclura des femmes dès 1893.
À partir de 1860, la synagogue accueille des manifestations non religieuses. Elle sert de lieu de réunion pour les progressistes et les assemblées pré-électorales.
Le premier rabbin de la synagogue, Abraham Kohn, né en 1806, était considéré dans sa Bohême natale, comme un véritable rabbin traditionaliste. Il refusa de participer en 1846, à la troisième conférence des rabbins réformés à Breslau, affirmant que seul un consensus rabbinique total a la possibilité de décréter la moindre modification dans la pratique religieuse. Mais dans la province orientale reculée où le yiddish est encore la langue vernaculaire des Juifs, et où les études séculières sont prohibées par les rabbins, Kohn se trouva immédiatement considéré comme ultra-progressiste. Il est mort empoisonné en 1848, dans des circonstances mystérieuses. Les Juifs orthodoxes de Lemberg qui s'opposaient à son attitude modestement progressiste furent suspectés, mais aucun ne fut inquiété.

Vue du temple, v. 1900

Parmi les autres rabbins qui se sont succédé, on peut citer : Jecheskiel Caro (1844-1915), Bernard Loewenstein (1821-1889) et Jecheskiel Lewin (1897-1941).
Le rabbin et prédicateur Samuel Wolf Guttmann (1864–1935) commence à prêcher en allemand, puis occasionnellement en polonais à partir de 1903 et régulièrement à partir de 1904,. Il devient rabbin de la synagogue en 1920.
Avant la Première Guerre mondiale, la synagogue est surtout fréquentée par la bourgeoisie des négociants et hommes de loi de langue polonaise, très occidentalisée dans son costume et son mode de vie, alors que le reste de la population juive, souvent très pauvre, porte la tenue traditionnelle avec caftan et papillotes.
Le 11 novembre 1936, se déroule une cérémonie solennelle pour la pose d'une plaque commémorant le 18ème anniversaire de l'indépendance de la Pologne.

### Destruction de la synagogue

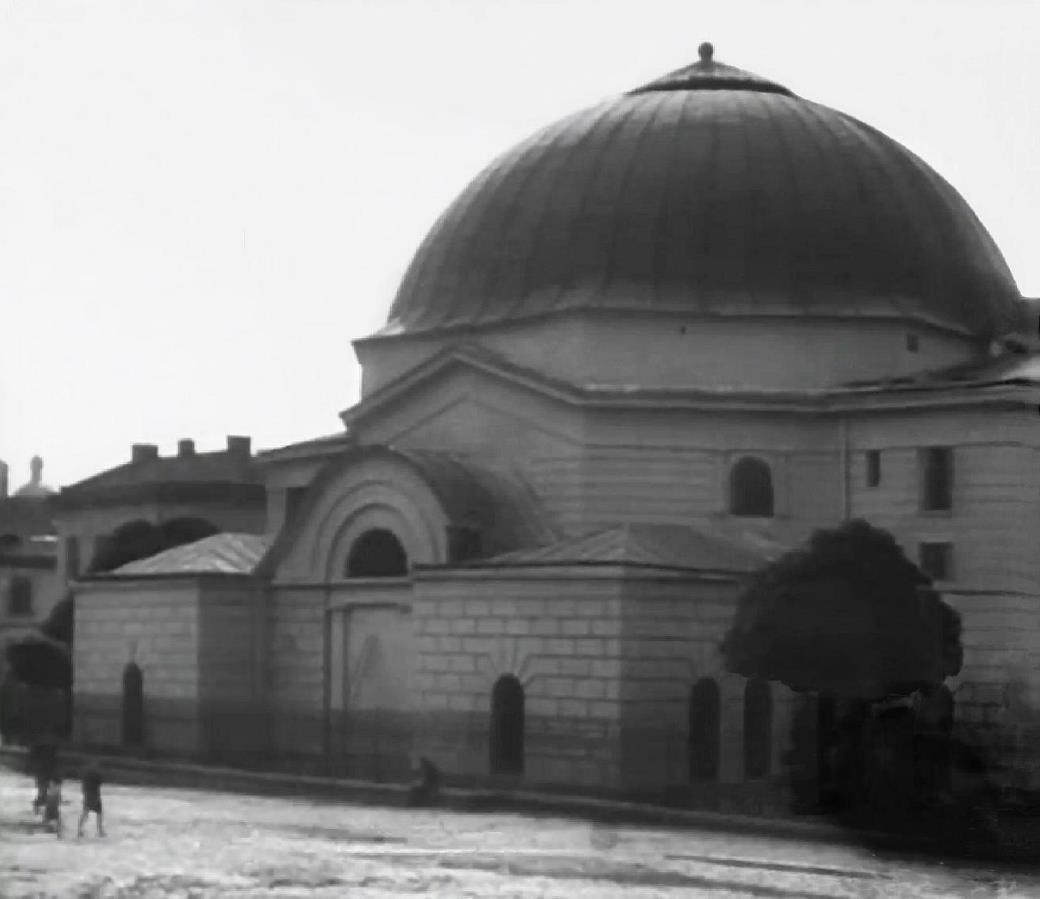
Le temple en 1938

La synagogue Temple comme la plupart des synagogues de Lviv est détruite en juillet 1941 lors des pogroms (dits jours Petlura) organisés par les nationalistes ukrainiens avec le soutien des troupes allemandes. L'historien Volodymyr Melamed affirme que la synagogue a explosé avec les personnes à l'intérieur.
Edmund Kessler raconte dans son livre : 
« Les SS et la police ont déposé d'importantes charges explosives sous la magnifique synagogue libérale...Les Juifs regardaient ces incendies flamboyants avec des larmes aux yeux… détruire de façon barbare des monuments historiques et la culture juive. Certains, au péril de leur vie, se sont précipités à l'intérieur de la synagogue en feu pour sauver les rouleaux de Torah, ces objets de sainteté religieuse. Mais les tirs nourris de la police mirent fin au courage de ces braves.  »

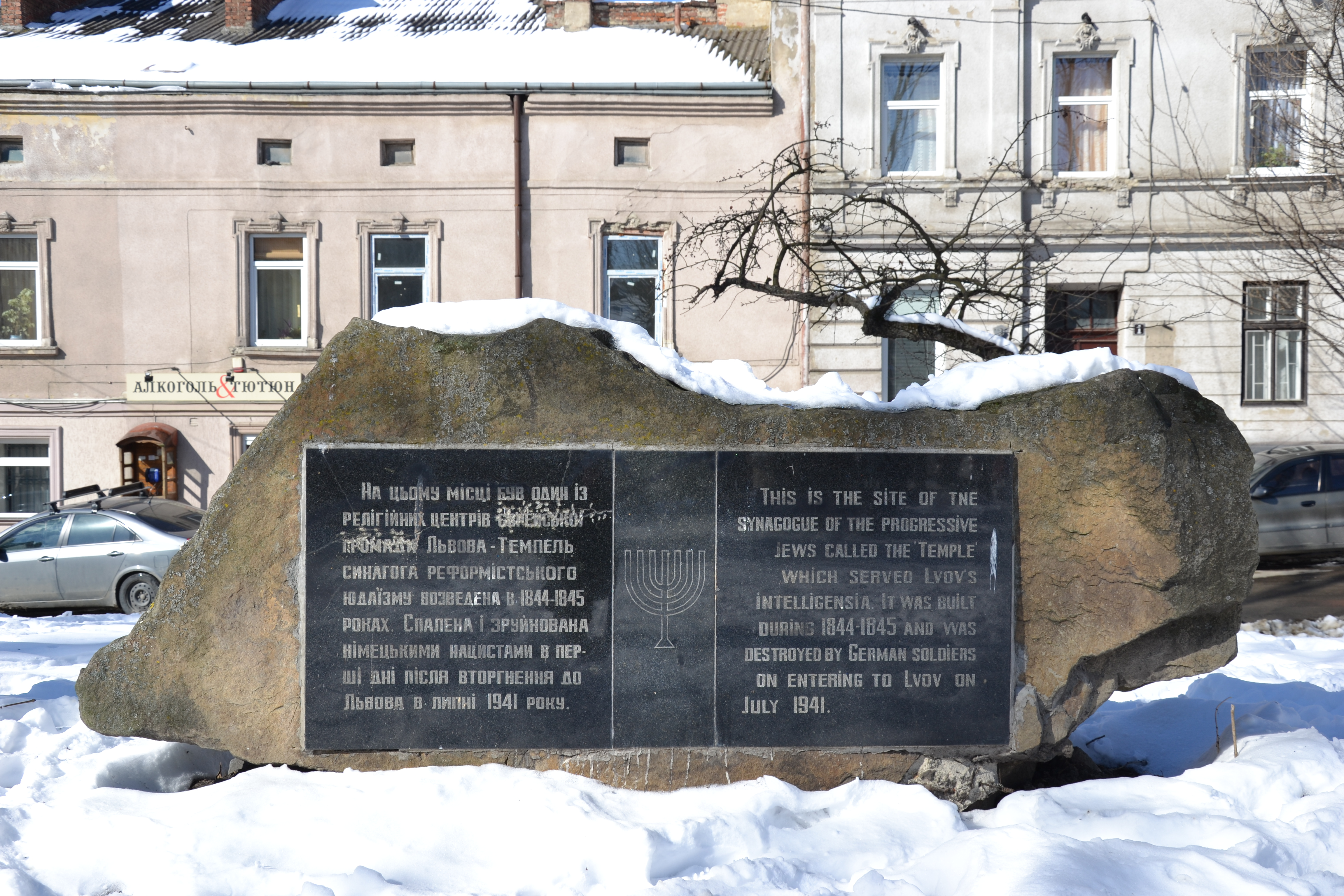
La stèle à l'emplacement de la synagogue

Dans les années 1990, une stèle avec une inscription en ukrainien et en anglais est élevée sur le lieu de l'ancienne synagogue. L'inscription indique que la synagogue a été détruite par les soldats allemands, mais passe sous silence la participation active des milices ukrainiennes :
« Ici est le lieu de la synagogue des Juifs réformés, appelée Le Temple, qui servait aux intellectuels de Lvov. Elle a été construite en 1844-1845 et a été détruite par les soldats allemands quand ils sont entrés dans Lvov en juillet 1941. »